# Siaro
Siaro is een bestuurslaag in het regentschap Tapanuli Utara van de provincie Noord-Sumatra, Indonesië. Siaro telt 2303 inwoners (volkstelling 2010).